# 寛印
寛印（かんいん、生没年不詳）は、平安時代中期の天台宗の僧。父は紀忠方。丹後国与謝郡の出身。房号は願蓮房。丹後千徳とも称される。
比叡山良源・源信に天台教学を学んでその学名が高く、宮中や貴族の法会にしばしば列席し、正暦年間（990年－995年）に内供奉（ないぐぶ）となった。源信の迎講（むかえこう）には当初批判的であったがその後帰依し、源信の教を奉じて台密龍禅院流を形成した。その後、諸国教化のため遍歴し、丹後国では天橋立において迎講をおこし、皇慶（こうげい）の要請により舎利講を行い、また大乗寺を再興した。